# 米子市立尚徳中学校
米子市立尚徳中学校（よなごしりつ しょうとくちゅうがっこう）は、鳥取県米子市日原にある公立中学校。

## 沿革
- 1947年（昭和22年）4月1日 - 西伯郡成実・尚徳・五千石三ヶ村組合立尚徳中学校設立、各村3小学校の校舎を借用。
- 1950年（昭和25年）9月18日 - 校舎完成により全生徒を収容。
- 1954年（昭和29年）6月1日 - 成実・尚徳・五千石村が米子市へ編入されたのに伴い、米子市立尚徳中学校と改称。

## 部活動

### 運動部
- 軟式野球部
- 陸上部
- ソフトテニス部
- 水泳部
- サッカー部
- 卓球部
- バスケットボール部
- バドミントン部（女子のみ）
- バレーボール部（女子のみ）
- 駅伝部（季節限定）

### 文化部
- 吹奏楽部
- 創作活動部

## 校区
- 校区は、成実小学校、尚徳小学校、五千石小学校の通学区域となっている。

## 校区内の主な施設
- 福市遺跡
- 福市考古資料館
- 青木遺跡
- 米子市埋蔵文化財センター（旧米子市立日新小学校）